# Barry Tuckwell
Barry Emmanuel Tuckwell (Melbourne, Victoria; 5 de marzo de 1931–ib., 16 de enero de 2020) fue un trompista australiano que trabajó en Inglaterra y Estados Unidos.

## Biografía
Provenía de una familia de distinguidos músicos. Su hermana Patricia Bambi Tuckwell, fue la segunda esposa de George Lascelles, VII conde de Harewood.
Aprendió a leer música, antes que palabras. Antes de estudiar piano, órgano y violín, fue corista de Catedral de San Andrés de Sídney, y recién comenzó a estudiar trompa, cumplidos sus 13 años. Luego de seis meses de estudio, ya era un trompista profesional. Estudió en el Conservatorio de Música de Sídney, donde dictaba clases Alan Mann, uno de los instrumentistas de metales más importante de Australia. Tuckwell dijo, «el corno me eligió, desde el comienzo, era algo que sabía que podía hacer...».